# McLaren 650S
La McLaren 650S è un'auto sportiva prodotta dalla casa automobilistica britannica McLaren dal 2014 al 2017.

## Profilo
Annunciata nel febbraio del 2014, essa è basata su due fondamentali supercar prodotte dalla casa britannica. Questa vettura appunto, è una specie di unione tra due modelli prodotti dalla McLaren. La parte anteriore raffigura la P1, mentre quella posteriore la sportiva MP4-12C. Ciò che caratterizza il suo stile distinguibile si trova nella parte anteriore dell'auto, infatti la forma dei fari rappresenta proprio il marchio della McLaren. È stata presentata in prima mondiale al Salone dell'automobile di Ginevra che si è tenuto dal 4 al 16 marzo.
Come la MP4-12C, la 650S condivide il telaio in fibra di carbonio oltre allo stesso propulsore V8 da 3,8 litri di cilindrata e doppio turbo, denominato M838T, che ora però sviluppa 650 cavalli e 680 Nm di coppia. È dotata inoltre di un cambio a doppia frizione e 7 marce. Nonostante la vettura sia una fusione di due modelli, le prestazioni sono del tutto ereditate dalla MP4-12C.
La McLaren 650S raggiunge una velocità massima di 330 km/h e può accelerare da 0 a 100 km/h in 3 secondi, mentre da 0 a 200 km/h ne impiega 8,4.

## Versioni speciali

### MSO Spider
Presso il Goodwood Festival of Speed del 2014, la McLaren presentò la versione MSO della 650S. Prodotta in soli 50 esemplari, si poneva come la versione Spider della nuova sportiva britannica, meccanicamente identica alla versione coupé. Rispetto a quest'ultima, presentava però alcuni elementi del design modificati e cerchi in lega più leggeri.

## Attività sportiva

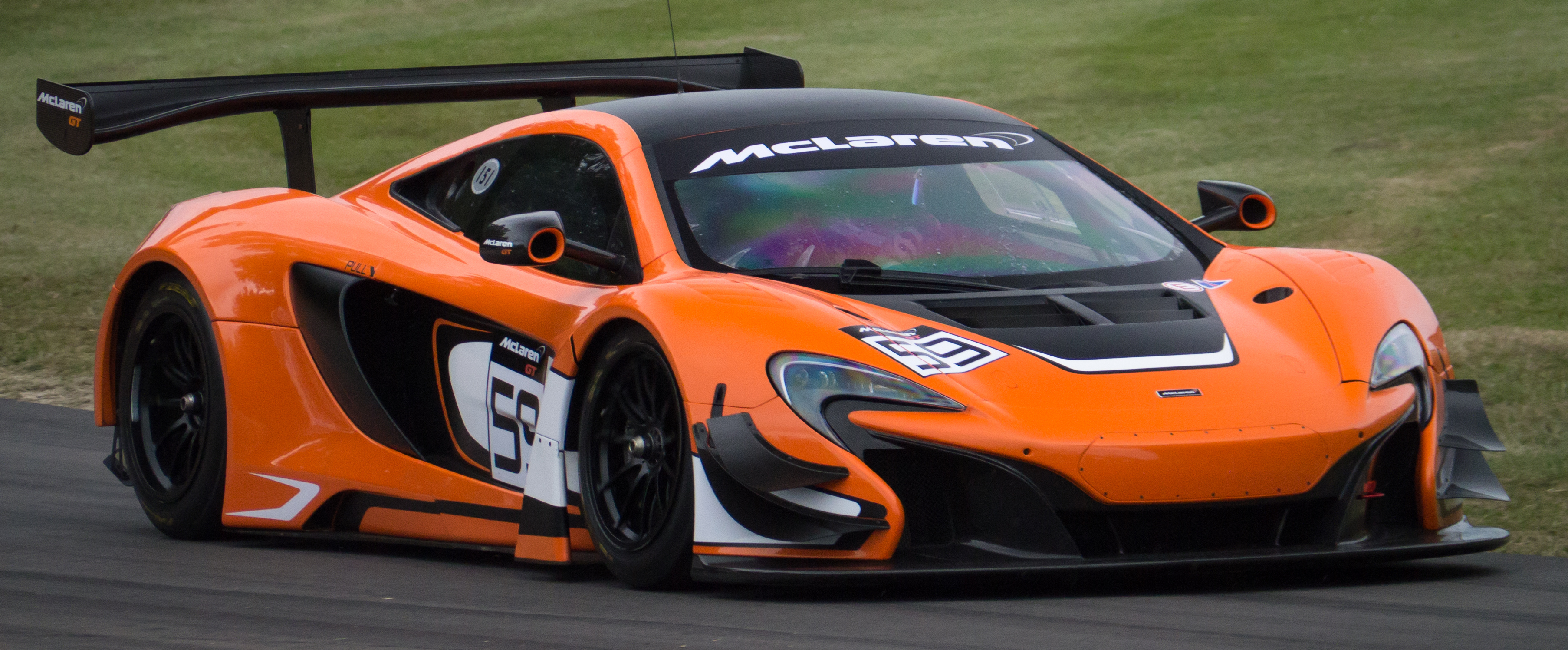
McLaren 650S GT3

Nel 2014, presso il Goodwood Festival of Speed, è stata presentata la versione da competizione della 650S. Progettata per le competizioni riservate alle vetture di categoria GT3, era dotata di una carrozzeria in fibra di carbonio con carreggiate allargate, alettone posteriore, splitter anteriore e un nuovo design aerodinamico. Gli interni erano stati equipaggiati con i sistemi di sicurezza previsti dai regolamenti FIA e per migliorare la refrigerazione del pilota gli specchietti erano stati dotati di particolari prese d'aria per convogliare il flusso all'interno dell'abitacolo. Come propulsore montava un V8 twin turbo 3,8 da 500 CV di potenza gestito da un cambio sequenziale a sei velocità. L'impianto frenante era composto da pinze monoblocco a 6 e 4 pistoncini che agiscono su dischi ventilati da 380 × 35 millimetri nella sezione anteriore e 355 × 32 millimetri in quella posteriore.
I maggiori risultati vengono ottenuti nel 2015 che culmina con la vittoria alla 12 Ore di Bathurst.
Nello stesso anno è stata presentata la Sprint, versione da competizione pensata per i track day. Era equipaggiata con le stesse attrezzature di sicurezza e con gli stessi elementi aerodinamici installati sulla GT3, ma la meccanica derivava integralmente dalla versione di serie.